# Alba Silvio

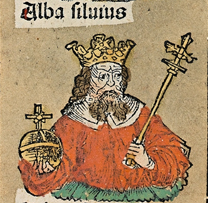
Alba Silvio en las Crónicas de Núremberg

Alba Silvio (se dice que reinó entre 1028 – 989 a. C.) fue en la mitología romana el quinto rey de Alba Longa. Era hijo de Latino Silvio y padre de Atis. Reinó treinta y nueve años.

## Tradición posterior
En la obra pseudohistórica Historia Regum Britanniae de Geoffrey de Monmouth (c. 1136
), el rey británico Ebrauco envió a sus treinta hijas a Alba Silvio, y se casaron entre la nobleza troyana, ya que las mujeres latinas y sabinas se negaron a asociarse con ellas. Alba Silvio ayudó a los veinte hijos de Ebrauco (excepto Bruto Escudo Verde) a conquistar Germania. Geoffrey da el nombre de su hijo y sucesor como "Sylvius Epitus", en lugar de Atis.
| Predecesor: Latino Silvio | Rey de Alba Longa 1028 – 989 a. C. | Sucesor: Atis Silvio |